# مايوان
مايوان (بالفارسية: مایوان) هي مستوطنة تقع في قسم تشاه جهان الريفي في إيران. يقدر عدد سكانها بـ 2,629 نسمة .